# Grewia boehmiana
Grewia boehmiana là một loài thực vật có hoa trong họ Cẩm quỳ. Loài này được F.Hoffm. mô tả khoa học đầu tiên năm 1889.